# Jacek Kleyff
Jacek Kleyff (ur. 1 sierpnia 1947 w Warszawie) – polski bard, poeta, kompozytor, aktor i malarz. Współtwórca kabaretu Salon Niezależnych oraz zespołu Orkiestry Na Zdrowie.

## Życiorys
Absolwent VI LO im. T. Reytana w Warszawie (1965). W 1979 uzyskał dyplom magistra inżyniera architekta na Wydziale Architektury Politechniki Warszawskiej. Był jednym z twórców (razem z Januszem Weissem i Michałem Tarkowskim) kabaretu Salon Niezależnych. W latach 1981–1985 mieszkał na wsi pod Lublinem, gdzie powstał zalążek Orkiestry Na Zdrowie (ONZ). Większość tekstów i kompozycji tego zespołu jest jego autorstwa.

### Cenzura komunistyczna
W grudniu 1975 roku był sygnatariuszem protestu przeciwko zmianom w Konstytucji Polskiej Rzeczypospolitej Ludowej (List 59). Nazwisko Jacka Kleyffa znalazło się na specjalnej liście, na której umieszczono autorów pod szczególnym nadzorem peerelowskiej cenzury. Tomasz Strzyżewski w swojej książce o cenzurze w PRL publikuje poufną instrukcję cenzorską z 21 lutego 1976 Głównego Urzędu Kontroli Prasy, Publikacji i Widowisk, na której umieszczono jego nazwisko oraz następujące wytyczne: „Wszystkie własne publikacje autorów z poniższej listy zgłaszane przez prasę i wydawnictwa książkowe oraz wszystkie przypadki wymieniania ich nazwisk należy sygnalizować kierownictwu Urzędu, w porozumieniu z którym może jedynie nastąpić zwolnienie tych materiałów. Zapis nie dotyczy radia i TV, których kierownictwo we własnym zakresie zapewnia przestrzeganie tych zasad. Treść niniejszego zapisu przeznaczona jest wyłącznie do wiadomości cenzorów”.

#### Okres po upadku PRL
W 1995 Orkiestra Na Zdrowie zdobyła „Złoty Bączek”, główną nagrodę publiczności, na festiwalu Przystanek Woodstock w Czymanowie nad Jeziorem Żarnowieckim. Najbardziej znane piosenki w wykonaniu Jacka Kleyffa to: „Telewizja” (1972), „Huśtawki” (1973) oraz „Nie męcz mnie” (1974), wykonywane później przez Kubę Sienkiewicza i Elektryczne Gitary. Na wydanej w 2002 płycie Pan Yapa i magiczna załoga aktor Krzysztof Janczak zadedykował Jackowi Kleyffowi utwór „Żółte eliksiry”.
W 2006 podczas wyborów samorządowych bezskutecznie starał się o mandat radnego m.st. Warszawy z list Komitetu Wyborczego Wyborców Gamonie i Krasnoludki.
Okazjonalnie prowadzi audycje w Programie III Polskiego Radia. Nauczyciel w Zespole Szkół Bednarska.
Odznaczony Krzyżem Oficerskim Orderu Odrodzenia Polski (2003).
17 lipca 2013 w Biurze Rady m.st. Warszawy przewodnicząca Rady Ewa Malinowska-Grupińska wręczyła artyście wyróżnienie „Zasłużony dla Warszawy”.
13 listopada 2017 opublikował w serwisie Youtube napisaną przez siebie piosenkę pt. „Piotr S.” (na melodię rumuńskiej pieśni ludowej) nawiązującą do samopodpalenia Piotra Szczęsnego na placu Defilad w Warszawie.

## Życie prywatne
Syn architekta Zygmunta Kleyffa. Żonaty, ma dwóch synów. Jeden z nich Tomasz ps. „CNE” jest raperem i prezenterem telewizyjnym.

## Publikacje
- Jacek Kleyff, Rozmowa, Wydawnictwo Czarne, 2012, ISBN 978-83-7536-448-4.

## Filmografia

### Aktor
- 1975 – Obrazki z życia (serial), odc. 3 (Dziewczyna i „Akwarius”) – jako kierownik zespołu beatowego
- 1976 – Zdjęcia próbne – jako przewodnik na tarasie Pałacu Kultury i Nauki
- 1976 – Zaklęty dwór (serial), odc. 2 (Marzyciel i awanturnik) – jako żołnierz w szpitalu wojskowym
- 1977 – Rekord świata – obsada aktorska
- 1978 – Zielona ziemia – jako profesor Piotr Dunin, przyjaciel Jordana
- 1980 – Coś wesołego – jako Wojtek
- 1981 – Wielka majówka jako komendant straży pożarnej
- 1981 – Przyjaciele (serial), odc.4 (Nauka) – jako grajek na dworcu
- 1997 – Jam Osjan

### Muzyka
- 1976 – Powrót – piosenka Ballada (wykonanie)
- 1980 – Coś wesołego – piosenka Jak zapałka płonąca... (muzyka)
- 1989 – Bal na dworcu w Koluszkach – piosenka: Telewizja (słowa, muzyka i wykonanie)
- 2001 – Miś Kolabo (teatr TV)
  - piosenka Jeśli mi się kiedyś zdarzy... (słowa i muzyka)
  - piosenka: Czy...? (słowa i muzyka)
- 2020 – Tarapaty 2 – Huśtawka (słowa, muzyka i wykonanie)

## Dyskografia
Albumy
- Dokąd to obywatelu? (1983, CDN)[12]
- Jacek Kleyff – live (1985, Alma-Art)
- Piosenki (1999, Altmaster)
- Znalezienie (2013, Agencja Artystyczna MTJ)

Notowane utwory
| „Znalezienie 2009”          | 2014 | 19 | Znalezienie |
| „Good Time Riddim”          | 2014 | 11 | Znalezienie |
| „–” utwór nie był notowany. |      |    |             |